# دریاچه نوتورو
دریاچه نوتورو (انگلیسی: Lake Notoro)، دریاچه‌ای در آباشیری واقع در جزیرهٔ هوکایدو است.